# 예천군의회
예천군의회는 경상북도 예천군 지역을 관할하는 기초의회이다.